# Armonica a bicchieri
L'armonica a bicchieri (o glassarmonica) è uno strumento musicale idiofono a frizione.

## Storia
Il glasspiel è lo strumento musicale primitivo costituito da una serie di bicchieri da vino di diversa grandezza e riempiti in varia misura da acqua in modo tale che sfregando un dito inumidito sul bordo di ciascuno di essi si produca una nota musicale. Iniziò ad essere seriamente utilizzato in musica nel XVIII secolo. La moderna glassarmonica è stata inventata nel 1761 da Benjamin Franklin, che ebbe l'idea di disporre i bicchieri concentricamente lungo un asse orizzontale. Egli battezzò tale strumento "armonica" in onore al linguaggio musicale italiano. Nel nome in inglese, glass harmonica, la 'h' è entrata successivamente ed è di origine germanica.
Le cronache dell'epoca raccontano che la regina Maria Antonietta d'Asburgo Lorena, moglie di re Luigi XVI di Francia, si dilettasse a suonare l'armonica a bicchieri.
Questo strumento venne impiegato in seguito da Vincenc Mašek, Mozart, Beethoven, Johann Adolph Hasse, David August von Apell, Carl Philipp Emanuel Bach, Donizetti (nella scena della pazzia della Lucia di Lammermoor e nell'aria Par che mi dica ancora da Elisabetta al castello di Kenilworth), Richard Strauss.
Appassionato cultore di questo strumento fu Franz Anton Mesmer, il medico austriaco che fu famoso fra il XVIII ed il XIX secolo per le sue teorie sul "magnetismo animale" e le relative terapie da lui sperimentate.

## Costruzione

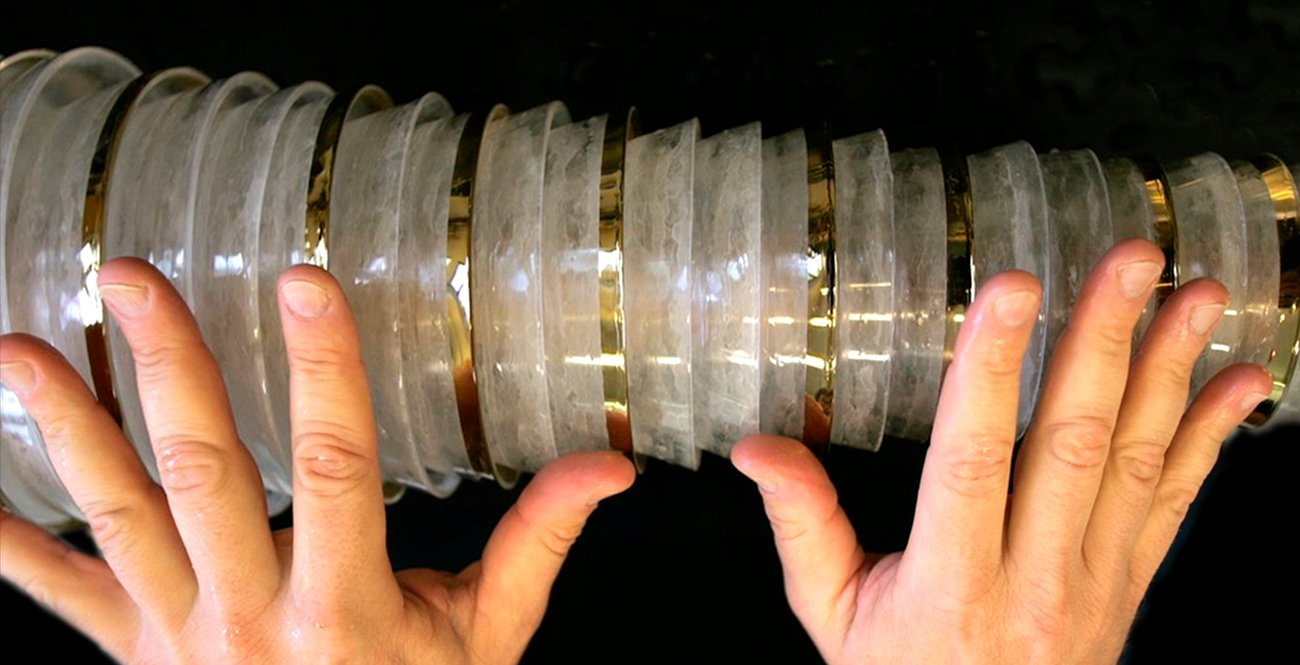
Le coppe di vetro sono fissate a un'asta girevole. Quando questa è in movimento è sufficiente appoggiare le dita inumidite su una di esse per produrre un suono

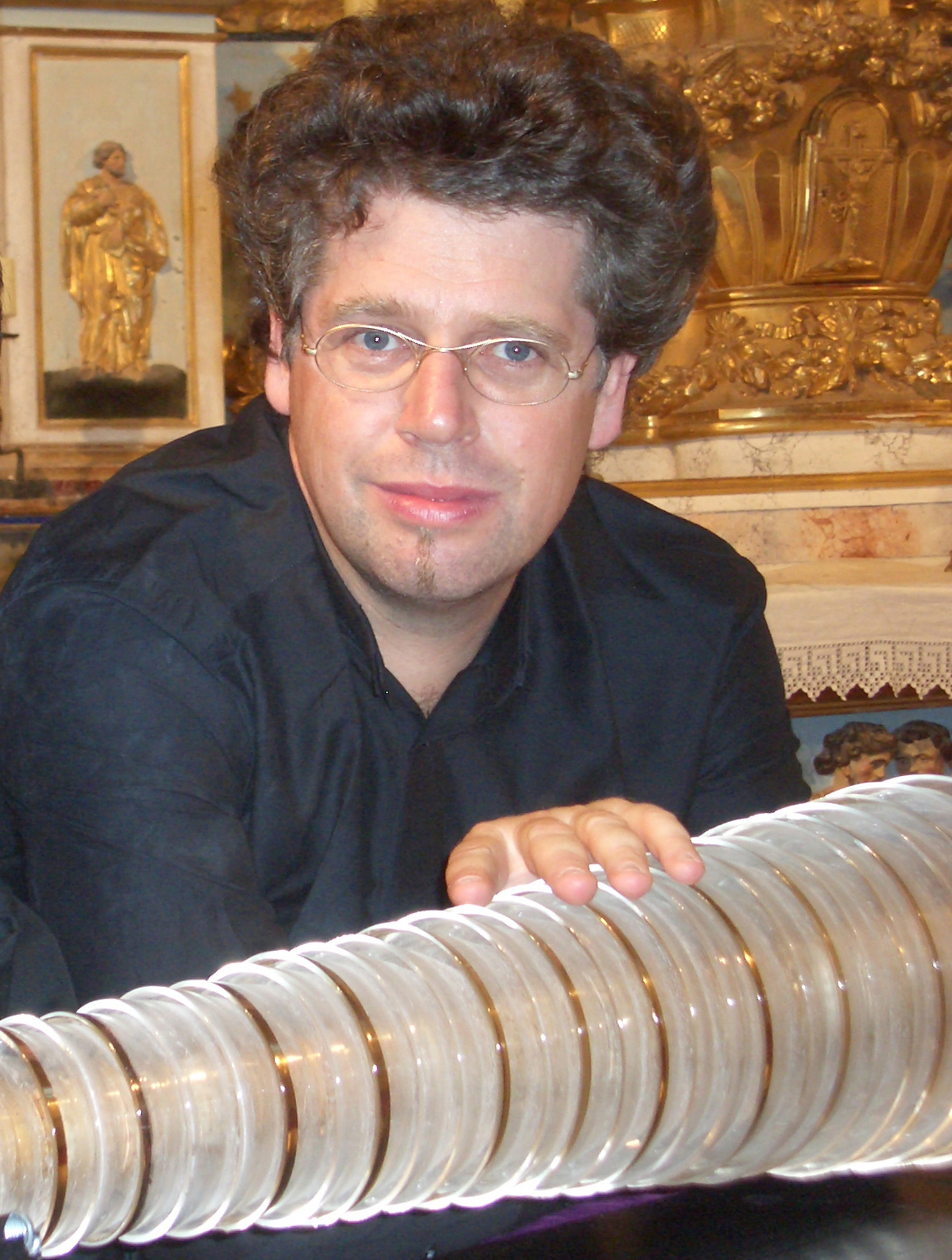
Thomas Bloch con una sua armonica a bicchieri

La glassarmonica utilizza, in luogo di normali tasti da pianoforte, una serie di calotte di vetro poste orizzontalmente in ordine di grandezza e quindi d'intonazione. Queste calotte sono attraversate da un'asta girevole e inserite l'una nell'altra perché siano vicine tra loro senza che si tocchino. Tramite un motore elettrico o un pedale l'asta viene fatta girare a velocità costante e l'esecutore produce il suono poggiando le dita, opportunamente inumidite con acqua, sulle varie calotte producendo per sfregamento un suono vellutato e cristallino al tempo stesso.
Le calotte più grandi sono alla sinistra del suonatore e producono un suono più grave, le calotte più piccole producono invece un suono più acuto. Le coppe che producono le alterazioni (diesis o bemolle) sono segnate da una striscia colorata per orientare l'esecutore.
La glassarmonica è oggi pressoché sconosciuta, anche se si sta cercando di renderla più nota, perlomeno nell'ambito classico. In proposito si può citare il musicista Thomas Bloch che tiene concerti con strumenti rari, fra cui l'armonica a bicchieri.

## Le controversie sullo strumento

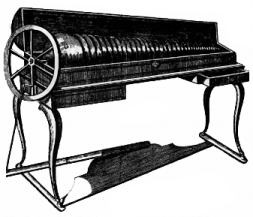
Armonica a bicchieri azionata a pedale

Nei secoli durante i quali il suo uso fu più diffuso la glassarmonica è stata al centro di un dibattito circa l'opportunità del suo uso; alcuni ritenevano infatti che sia per l'esecutore sia per l'ascoltatore potesse essere uno strumento nocivo.
Il pregiudizio sarebbe consistito da un lato negli effetti sulla psiche del suono dello strumento, ritenuto troppo penetrante e capace di produrre profondo turbamento, dall'altro nei possibili danni alla salute dell'esecutore. Questa seconda tesi potrebbe forse trovare un suo fondamento nel fatto che nelle miscele antiche del vetro erano contenute significative quantità di piombo e dunque il prolungato manipolare tali vetri, con l'azione congiunta dello sfregamento, avrebbe potuto causare fenomeni di saturnismo.
Il vetro moderno non contiene più quelle elevate quantità di piombo, comunque gli artigiani che ad oggi realizzano armoniche a bicchieri continuano a tener conto del pericolo che rappresenta, tanto che Gerhard Finkenbeiner ne ha prodotta una in quarzo, quindi priva di piombo.
Tra gli artisti che ne hanno fatto uso i Pink Floyd, che l'hanno utilizzata per rinforzare il "tappeto" di suono di Shine On You Crazy Diamond part 1 - 5 e David Gilmour che l'ha inclusa nell'introduzione di A Pocketful of Stones, brano tratto dal suo terzo lavoro solista On an Island. Anche il gruppo nu metal Korn ha fatto uso di una armonica a bicchieri durante il concerto immortalato in MTV Unplugged.